# U Can’t Touch This
U Can’t Touch This – utwór MC Hammera z albumu Please Hammer, Don't Hurt 'Em wydany 13 stycznia 1990 roku. Piosenkę oparto na riffie z utworu „Super Freak” Ricka Jamesa. „U Can’t Touch This” jest największym przebojem MC Hammera. Dzięki utworowi album Please Hammer, Don't Hurt 'Em sprzedał się w nakładzie 18 mln egzemplarzy i stał się pierwszym albumem hiphopowym w historii, który uzyskał status diamentowej płyty.
Do utworu nagrano teledysk w reżyserii Ruperta Wainwrighta. Teledysk zdobył w 1990 roku pięć nagród MTV Video Music Awards. W 1999 roku MTV uznała teledysk do „U Can’t Touch This” za jeden ze 100 najlepszych teledysków w historii.
Po premierze singla Rick James zarzucił MC Hammerowi wykorzystanie riffu z utworu „Super Freak” bez jego zgody. Spór zakończył się uznaniem Jamesa za współkompozytora piosenki.

## Notowania na listach przebojów
| Kraj/Region       | Lista (1990/1991)  | Najwyższa pozycja |
| ----------------- | ------------------ | ----------------- |
| Austria           | Singles Top 75     | 1                 |
| Szwajcaria        | Singles Top 100    | 1                 |
| Holandia          | Single Top 100     | 1                 |
| Niemcy            | Top 100 Singles    | 1                 |
| Belgia (Walonia)  | Ultratop 50        | 1                 |
| Francja           | Top 100 Singles    | 1                 |
| Dania             | Tracklisten Top 20 | 1                 |
| Irlandia          | Top 100 Singles    | 1                 |
| Norwegia          | Top 20 Singles     | 1                 |
| Wielka Brytania   | Singles Top 200    | 1                 |
| Belgia (Flandria) | Ultratop 50        | 2                 |
| Finlandia         | Top 20 Singles     | 2                 |
| Szwecja           | Top 60 Singles     | 3                 |
| Włochy            | Top 20 Singles     | 17                |
| Stany Zjednoczone | Hot 100            | 1                 |
| Polska            | AirPlay – Nowości  | 1                 |
| świat             | Single Top 100     | 1                 |

### Certyfikaty
| Kraj              | Certyfikat |
| ----------------- | ---------- |
| Australia         | 2× Platyna |
| Kanada            | Platyna    |
| Niemcy            | Złoto      |
| Nowa Zelandia     | Platyna    |
| Hiszpania         | 2× Platyna |
| Wielka Brytania   | Złoto      |
| Stany Zjednoczone | 2× Platyna |
| Polska            | Złoto      |
| Świat             | Złoto      |